# Bít tết gà rán
Bít tết gà rán, còn được gọi là bít tết chiên đồng quê, là một món thịt chiên xù của Mỹ bao gồm một miếng thịt bò (thường là bít tết hình khối được làm mềm) được phủ một lớp bột dày rồi chiên trên chảo. Nó đôi khi được gắn liền với ẩm thực miền Nam Hoa Kỳ. Món ăn được tẩm bột và chiên với kỹ thuật tương tự như gà rán thông thường, do đó món ăn có tên gọi "gà rán".
Bít tết gà rán tương tự như món Wiener schnitzel của Áo và món milanesa của Ý - Nam Mỹ, là một miếng thịt bê hoặc thịt lợn làm mềm, được phủ một lớp bột mì, trứng, nước dùng gà và vụn bánh mì, sau đó đem đi chiên.

## Lịch sử

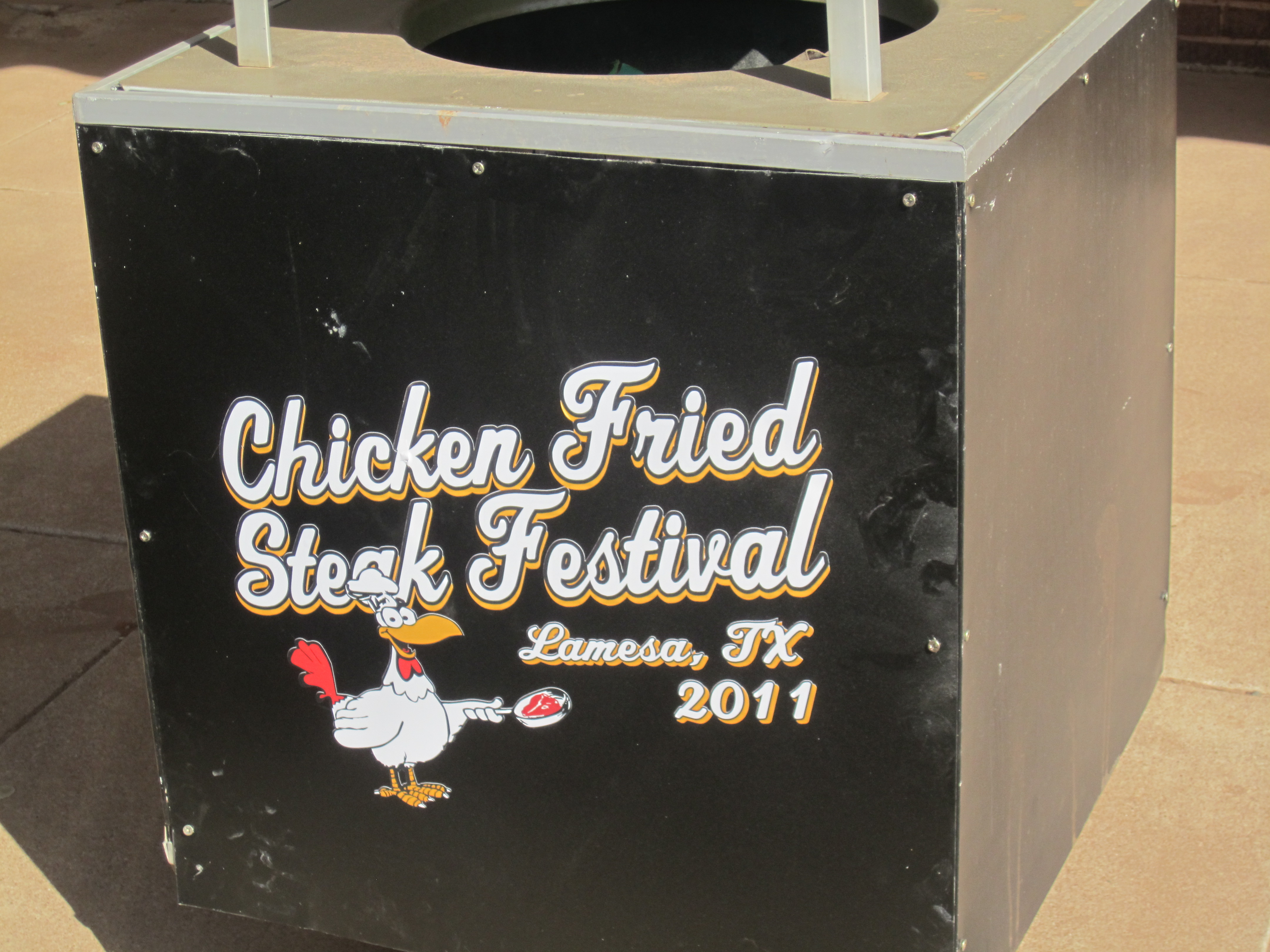
Lamesa, Texas, tổ chức lễ kỷ niệm bít tết gà rán hàng năm.

Nguồn gốc chính xác của món ăn này là không rõ ràng, nhưng nhiều thông tin cho rằng nó được phát triển bởi những người Đức và Áo nhập cư đến Texas vào thế kỷ 19, đã mang công thức chế biến món Wiener schnitzel từ châu Âu đến Mỹ. Lamesa, trung tâm của Hạt Dawson trên Đồng bằng Nam Texas, tuyên bố là nơi khai sinh của món bít tết gà rán, đồng thời tổ chức một buổi lễ kỷ niệm hàng năm tại đó.
Cuốn sách The Virginia Housewife, được xuất bản năm 1838 bởi Mary Randolph, có một công thức chế biến cốt lết thịt bê, và là một trong những công thức chế biến món ăn tương tự như bít tết gà rán sớm nhất. Công thức chế biến món ăn mà ngày nay chúng ta gọi là bít tết gà rán đã được đưa vào nhiều sách dạy nấu ăn của vùng vào cuối thế kỷ 19. Chứng thực sớm nhất của Từ điển tiếng Anh Oxford về thuật ngữ "bít tết gà rán" là từ một quảng cáo nhà hàng Gazette trên tờ báo Colorado Springs ngày 19 tháng 6 năm 1914.
Công thức trong cuốn sách dạy nấu ăn năm 1943 của Mỹ cho món Wiener schnitzel bao gồm nước sốt kem tiêu và muối trắng.
Bít tết gà rán là một trong nhiều món ăn phổ biến làm nên bữa ăn chính của bang Oklahoma, được thêm vào danh sách năm 1988.

## Chế biến

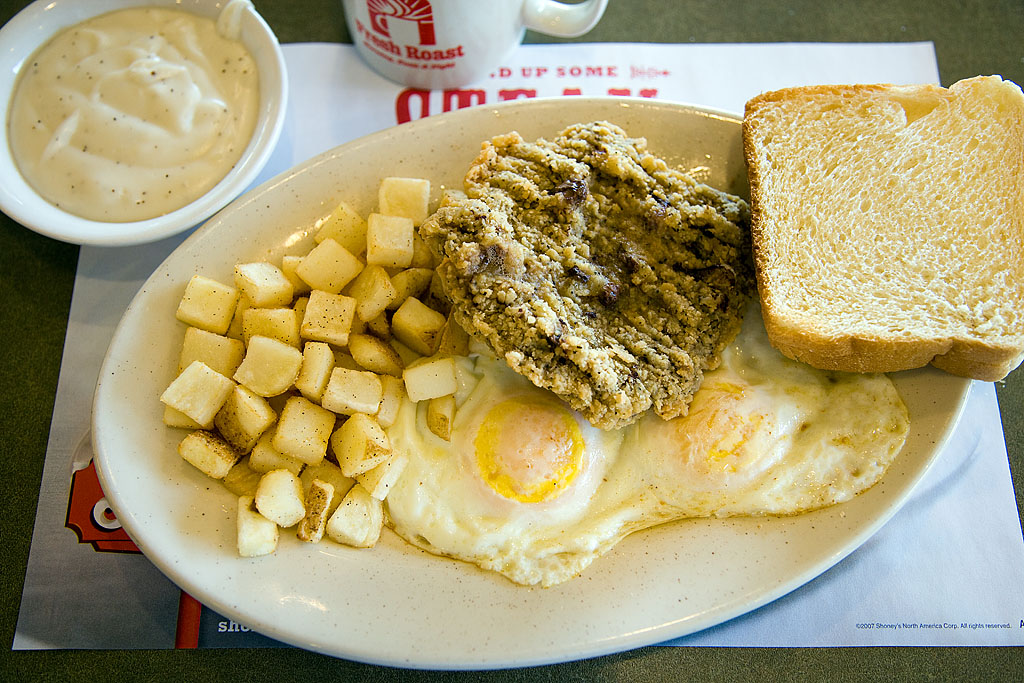
Bít tết gà rán ăn kèm với trứng, nước thịt sữa và khoai tây

Bít tết gà rán được chế biến bằng cách lấy một miếng thịt bò cắt mỏng và nghiền nát nó bằng cách giã, cắt. Sau đó, nó được ngâm trong bột trứng và rắc bột mì có thêm muối, tiêu, cũng như các gia vị khác (gọi là tẩm bột). Nguyên liệu chiên theo truyền thống là chất béo shortening, nhưng bơ và mỡ lợn đôi khi cũng được sử dụng để thay thế. Những lo ngại về sức khỏe đã khiến nhiều đầu bếp thay thế shortening bằng dầu thực vật.
Khi có vấn đề về việc tách bánh mì khỏi thịt trong khi nấu, trước tiên có thể rắc hỗn hợp bột lên thịt, tiếp đó là trứng, rồi lại trộn với hỗn hợp bột, rồi để yên trong nửa giờ hoặc hơn trước khi nấu.
Những miếng thịt bò được sử dụng cho món bít tết gà rán thường là những loại có giá thành ít đắt đỏ hơn, ít được ưa chuộng hơn, chẳng hạn như bít tết dầm nát, nạt vai bò, thịt mông bò và đôi khi là bít tết sườn. Bít tết gà rán thường được phục vụ trong bữa trưa hoặc bữa tối với nước sốt kem và khoai tây nghiền, rau, cũng như bánh quy hoặc bánh mì nướng Texas. Ở Trung Tây, người ta cũng thường ăn bít tết gà rán trong bữa sáng, cùng với bánh mì nướng và bánh khoai tây bào chiên.
Bít tết có thể được phục vụ trên một chiếc bánh hamburger với nước thịt kem như một loại "sandwich bít tết gà rán". Nó cũng có thể được nghiền nát và nhồi trong khoai tây nướng chung với nước thịt và pho mát.
Ngoài ra, miếng bít tết đã được nghiền nát có thể được cắt thành dải, tẩm bột, chiên ngập dầu và phục vụ cho bữa sáng với trứng và bánh mì nướng.

## Các biến thể

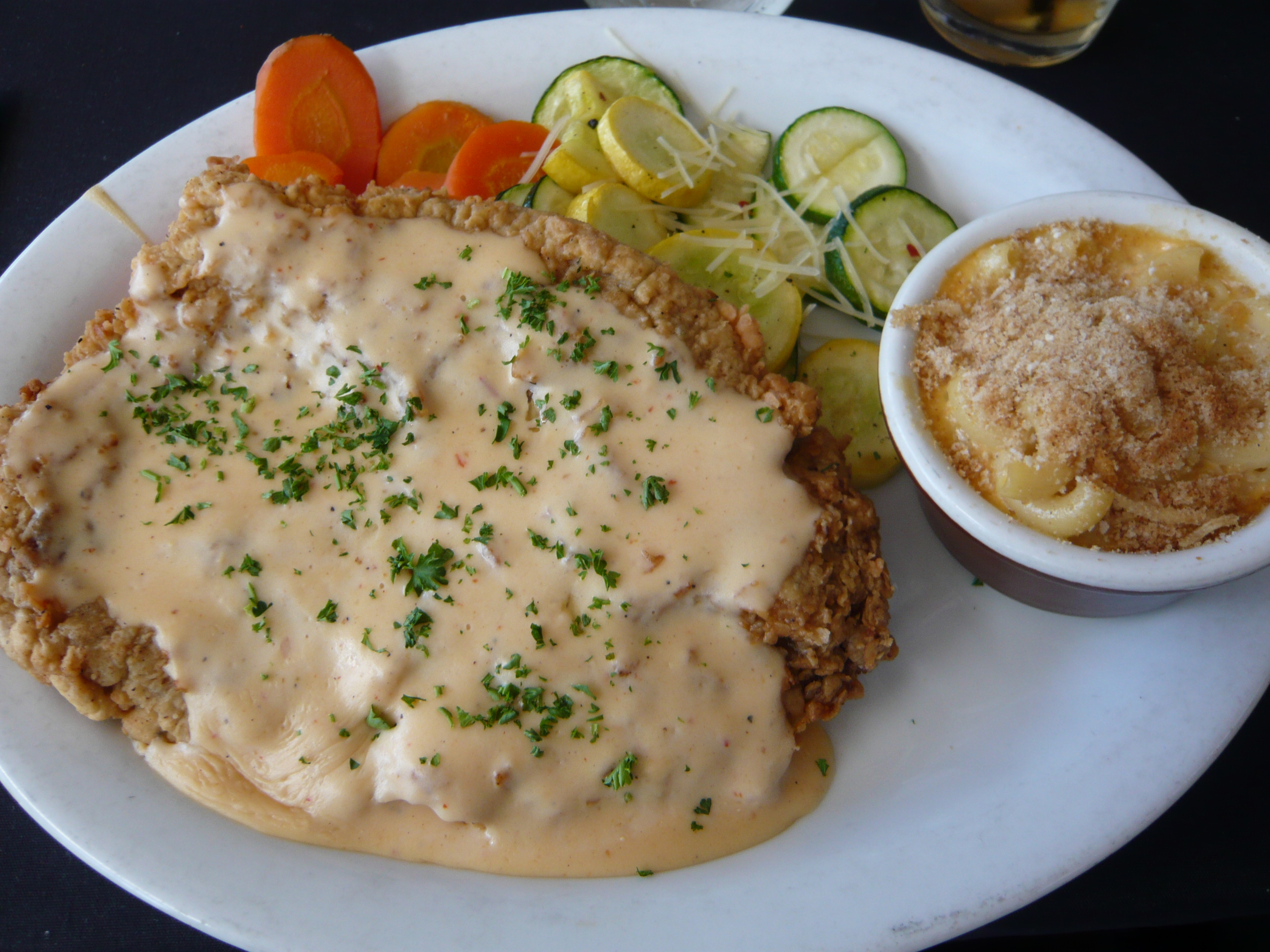
Bít tết gà rán với nước sốt kem chipotle

Thông thường, ở Texas và các bang lân cận, bít tết gà rán được chiên ngập dầu hoặc chiên trong một lớp dầu dày trên chảo và dùng với nước thịt truyền thống có sữa.
Tùy theo khu vực mà bít tết gà rán có thể được gọi là bít tết chiên đồng quê. Trong khi một số công thức và nhà hàng sử dụng nước thịt truyền thống pha sữa cho món bít tết chiên đồng quê, thì một biến tấu khác thường hay sử dụng nước hầm bò với hành tây, và đó là điểm khác biệt cơ bản giữa hai món ăn ở các khu vực phục vụ chúng.